# Todo por el juego
Todo por el juego es una serie de televisión coproducida por Mediapro y Directv en Argentina y España. La teleserie fue dirigida por: Daniel Calparsoro, con guion de Eduardo Sacheri y fue filmada en 2018 en Buenos Aires y en España. En enero de 2019, se confirmó que la serie se renovó para una segunda temporada, la cual fue estrenada el 3 de noviembre del mismo año.

## Sinopsis
La serie, basada en la novela homónima de Javier Tebas, presidente de la Liga Nacional de Fútbol Profesional, y Pedro Torrens, gira en torno al mundo sórdido de las apuestas y la corrupción dentro del futbol y que trasciende a los sectores de la política y empresarios.

## Elenco
| Lucas Velasco       | Lucas Caffaro     |
| Pedro Casablanc     | Fernando Saldaña  |
| Marian Álvarez      | Susana Rearte     |
| Patricia Vico       | Nuria Ballesteros |
| Toni Corvillo       | Andaluz           |
| Carlos Noriega      | Soto              |
| Noelia Castaño      | Ximena            |
| Joaquín Abad        | Álvaro Velasco    |
| Roberto Enríquez    | Mariano Hidalgo   |
| María Molins        | Mari Carmen       |
| Andrés Gertrúdix    | Torcaz            |
| Hugo Guzmán         | Pepote            |
| Juan Martín Gravina | Gerardo Picos     |
| César Mateo         | Daniel            |
| Harlys Becerra      | Francisco Rojas   |
| José Ygarza         | José              |
| Toni Sevilla        | Julián Lacarra    |
| María de Nati       | Lucrecia          |
| Agustín Pardella    | Germán            |
| Rubén Sanz          | Delgado           |
| Edson De Souza      | Domígnues         |
| Kevin Sánchez       | Manizales         |
| Roberto Drago       | Fernando Correas  |
| Will Shephard       | Armando           |

## Temporadas
| Temporada | Temporada | Episodios | Emisión original        | Emisión original        |
| Temporada | Temporada | Episodios | Comienzo                | Final                   |
| --------- | --------- | --------- | ----------------------- | ----------------------- |
|           | 1         | 8         | 18 de noviembre de 2018 | 30 de diciembre de 2018 |
|           | 2         | 8         | 3 de noviembre de 2019  | 22 de diciembre de 2019 |

## Episodios

### Primera temporada (2018)
| N.º (serie) | N.º (temp) | Título                                | Director          | Guionista(s)      | Emisión original        |
| ----------- | ---------- | ------------------------------------- | ----------------- | ----------------- | ----------------------- |
| 1           | 1          | «Los cruzados»                        | Daniel Calparsoro | Isabel Peña       | 18 de noviembre de 2018 |
| 2           | 2          | «Todos esconden algo»                 | Daniel Calparsoro | Michel Gaztambide | 18 de noviembre de 2018 |
| 3           | 3          | «Sangre nueva»                        | Daniel Calparsoro | Eduardo Sacheri   | 25 de noviembre de 2018 |
| 4           | 4          | «Tus errores me salpican»             | Daniel Calparsoro | Carlos Moreno     | 2 de diciembre de 2018  |
| 5           | 5          | «La frase adecuada»                   | Daniel Calparsoro | Carlos Moreno     | 9 de diciembre de 2018  |
| 6           | 6          | «Déjate el pelo largo»                | Daniel Calparsoro | Eduardo Sacheri   | 16 de diciembre de 2018 |
| 7           | 7          | «No sabéis dónde os habéis metido»    | Daniel Calparsoro | Eduardo Sacheri   | 23 de diciembre de 2018 |
| 8           | 8          | «Quiero ver como te conviertes en mí» | Daniel Calparsoro | Eduardo Sacheri   | 30 de diciembre de 2018 |

### Segunda temporada (2019)
| N.º (serie) | N.º (temp) | Título                                   | Director          | Guionista(s)    | Emisión original        |
| ----------- | ---------- | ---------------------------------------- | ----------------- | --------------- | ----------------------- |
| 9           | 1          | «Empieza el juego»                       | Daniel Calparsoro | Eduardo Sacheri | 3 de noviembre de 2019  |
| 10          | 2          | «¿Hasta dónde estás dispuesto a llegar?» | Daniel Calparsoro | Eduardo Sacheri | 10 de noviembre de 2019 |
| 11          | 3          | «A la fuerza»                            | Daniel Calparsoro | Germán Aparicio | 17 de noviembre de 2019 |
| 12          | 4          | «A pelear»                               | Daniel Calparsoro | Tom Fernández   | 24 de noviembre de 2019 |
| 13          | 5          | «La verdad»                              | Daniel Calparsoro | Alejo Flah      | 1 de diciembre de 2019  |
| 14          | 6          | «Hasta el final»                         | Daniel Calparsoro | Germán Aparicio | 8 de diciembre de 2019  |
| 15          | 7          | «Todo tiene consecuencias»               | Daniel Calparsoro | Tom Fernández   | 15 de diciembre de 2019 |
| 16          | 8          | «No estamos solos»                       | Daniel Calparsoro | Eduardo Sacheri | 22 de diciembre de 2019 |